# Typhula latissima
Typhula latissima är en svampart som beskrevs av Remsberg 1940. Typhula latissima ingår i släktet Typhula och familjen trådklubbor.   Inga underarter finns listade i Catalogue of Life.